# Triancyra striatiscutellaris
Triancyra striatiscutellaris är en stekelart som först beskrevs av Tohru Uchida 1956.  Triancyra striatiscutellaris ingår i släktet Triancyra och familjen brokparasitsteklar. Inga underarter finns listade i Catalogue of Life.